# Aitone da Corico
Aitone da Corico, chiamato anche Hayton,  Hetoum, Haiton, Haitho, Haython di Korykos, Corycus, Korykos dominus Churchi (... – non prima del 1308), è stato un monaco cristiano e uno storico della Cilicia armena.
La sua Storia dei Tartari fu ampiamente diffusa nel Medioevo, in misura paragonabile alle opere di altri viaggiatori, come Il Milione di Marco Polo o l'Itinerarium di Odorico da Pordenone.

## Biografia
Aitone era un nobile della Casata degli Hetumidi, era nipote del re Aitone I, e governatore della città di Corico,  nel Regno armeno di Cilicia.
Per aver cospirato contro re Aitone II nel 1293, fu da questi esiliato nel 1294, Aitone si fece monaco a Cipro dove si unì all'ordine dei Premostratensi nell'Abbazia di Bellapais. 
Aitone apparentemente appoggiò Amalrico di Tiro, usurpatore del trono di Cipro, conto l'impopolare re Enrico II di Cipro.
In seguito si recò a Poitiers in Francia alla corte del Papa per promuovere il progetto di una nuova crociata per riconquistare la Terra santa in alleanza con i Mongoli.

### L'opera
Mentre era in Francia, Aitone dettava un'opera sulla geografia e storia dell'Asia, la prima del Medioevo, intitolata La Flor des Estoires d'Orient (in latino Flos Historiarum Terre Orientis, "Il fiore delle storie d'Oriente"), nella quale egli spiegava in particolare le motivazioni dell'alleanza tra Armenia, Antiochia e l'Ilkhanato mongolo di Persia nel 1259-1260:
Il re Aitone I  fu molto contento di questa richiesta, e radunò un gran numero di uomini a piedi e a cavallo, perché a quel tempo il Regno di Armenia era in così buone condizioni da poter facilmente schierare 12.000 cavalieri e 60.000 fanti.»
(La Flor des Estoires d'Orient, circa 1300, Aitone, Doc. Arm II, p. 170)

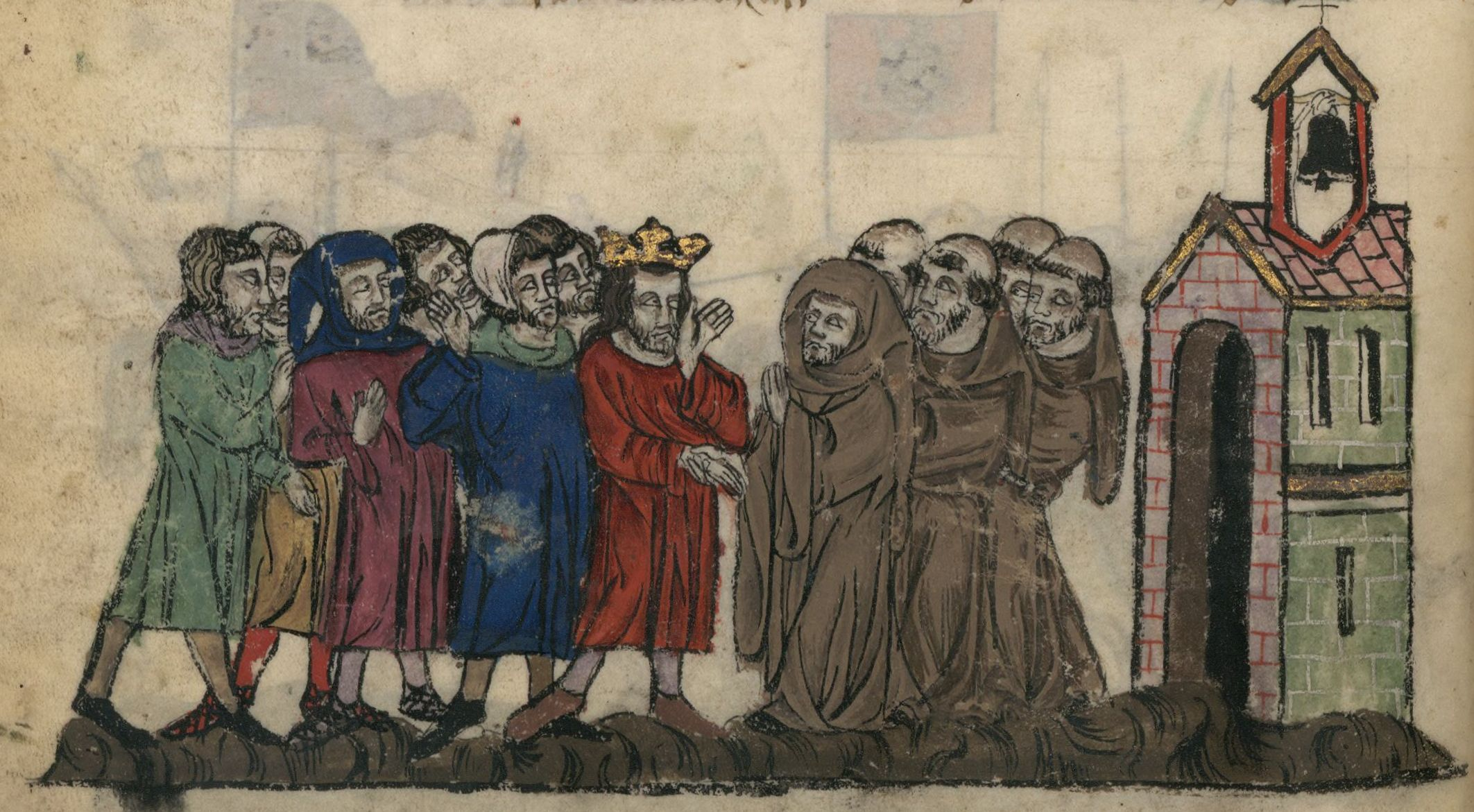
Aitone I entra nell'Ordine francescano; da Histoires des Tartares di Aitone da Corico.

Dopo l'assassinio di Aitone II, nel 1307, Aitone tornò nella Cilicia armena dove divenne Connestabile.

### Matrimoni e discendenza
Egli aveva sposato, nel 1285 Isabella d'Ibelin (circa 1270 †; pre 1306), figlia di Guido d'Ibelin e di Maria d'Armenia, figlia del re Aitone I; da questa unione nacquero:
- Isabella (†; 1310), sposa del re Oscin;
- Oscin (assassinato nel 1329), signore di Corico e reggente del Regno armeno di Cilicia dal 1320;[5]
- Costantino (assassinato nel 1329), signore di Lampron;
- Leone, signore di Simon'ga;
- Guido, signore di Gantschi;
- Rita.

### Edizioni
- Charles Kohler (cur.): Hayton, La flor des estoires de la terre d'Orient. In: Recueil des historiens des croisades, Documents arméniens, 2, Paris 1906
- Sven Dörper: Die Geschichte der Mongolen des Hethum von Korykos (1307) in der Rückübersetzung durch Jean le Long, Traitiez des estas et des conditions de quatorze royaumes de Aise (1351). Kritische Edition. Mit parallelem Abdruck des lateinischen Manuskripts Wroclaw, Biblioteka Uniwersytecka, R 262. Frankfurt a.M. 1998 (= EHS XIII.236)

### Critica e storia
- (FR) René Grousset, Vol. III. 1188-1291 L'anarchie franque, in Histoire des croisades et du royaume franc de Jérusalem, Parigi, Perrin, 2006  [1936], ISBN 2-262-02569-X.
- (EN) Steven RUNCIMAN, The Kingdom of Acre and the Later Crusades, in A History of the Crusades, Volume III, Cambridge, Cambridge University Press, 1º gennaio 1954, ISBN 978-0-521-06163-6.
- Jean Richard, La grande storia delle Crociate, traduzione di : Maria Pia Vigoriti (dall'originale francese: Histoire de Croisades, Fayard, Paris, 1996), Roma, Newton & Compton, 2001  [1999], ISBN 88-8289-040-6.
- (FR) Claude Mutafian, Le Royaume Arménien de Cilicie, XIIe-XIVe siècle, 2ª ed., Parigi, CNRS Editions, 14 marzo 2002, ISBN 978-2-271-05105-9.
- (EN) Alain Demurger, The Last Templar: The Tragedy of Jacques de Molay, Last Grand Master of the Temple, Londra, Profile Books, 1º gennaio 2005, ISBN 1-86197-553-8.
- (EN) Peter Jackson, The Mongols and the West: 1221-1410, Pearson Education Limited, , 2005-04-25, ISBN 978-0-582-36896-5.